# اندیشش
اندیشش یا انجشش، روستایی از توابع بخش مرکزی شهرستان چناران در استان خراسان رضوی ایران است.

## جمعیت
این روستا در دهستان بقمج قرار دارد و براساس سرشماری مرکز آمار ایران در سال ۱۳۸۵، جمعیت آن ۱٬۰۸۹ نفر (۲۲۳خانوار) بوده‌است. جمعیت این روستا براساس سرشماری سال ۱۳۹۵ برابر با ۹۰۲ نفر (۲۶۷ خانوار) بوده‌است.